# Лисовице
Лисовице (пол. Lisowice) — остановочный пункт железной дороги (платформа) в селе Лисовице в гмине Павонкув, в Силезском воеводстве Польши. Имеет 1 платформу и 1 путь.
Остановочный пункт построен в 1987 году в результате переселения железнодорожной станции, которая с 1894 года была расположена в соседней деревне Липе-Слёнске (польск. Lipie Śląskie).